# Styphlomerus placidus
Styphlomerus placidus é uma espécie de carabídeo da tribo Brachinini, com distribuição restrita à Namíbia.